# Norman Whiteside
Norman Whiteside (ur. 7 maja 1965 w Belfaście) – piłkarz irlandzki, reprezentant Irlandii Północnej. Reprezentował swój kraj na dwóch MŚ. Grał dla Manchesteru United (273 występy, 66 goli) i Evertonu, zanim jego kariera została zakończona przez kontuzję której doznał w wieku 26 lat.
Wychowany w północnym Belfaście, Whiteside został najmłodszym graczem Manchesteru United od czasu Duncana Edwardsa, gdy zadebiutował jako napastnik w sezonie 1981–1982. W późniejszym sezonie wystąpił w finale Pucharu Ligi jak i w finale Pucharu Anglii został najmłodszym zdobywcą bramki w finałach obu imprez, w finale Pucharu Anglii zdobył zwycięską bramkę która pomogła pokonać Brighton & Hove Albion.
Whiteside pobił rekord Pelégo zostając najmłodszym zawodnikiem grającym na MŚ, debiutował dla Irlandii Północnej mając 17 lat i 41 dni na mundialu w Hiszpanii w 1982 roku. Grał we wszystkich 5 spotkaniach Irlandii Północnej na tej imprezie, także w historycznym zwycięstwie 1:0 nad Hiszpanią. W meczu otwarcia przeciwko Jugosławii w Saragossie zaliczył swój debiut w barwach narodowych; otrzymał żółtą kartkę w II połowie spotkania.
Podczas mistrzostw w Meksyku (1986) strzelił bramkę w zremisowanym 1:1 meczu przeciwko Algierii. Whiteside wystąpił w 38 spotkaniach i zdobył 9 bramek podczas 8 lat międzynarodowej kariery.
Pomimo cofnięcia do linii pomocy, zdobył zwycięską bramkę w finale Pucharu Anglii 1985, podkręconym strzałem w 20 minucie dogrywki dał zwycięstwo osłabionemu Manchesterowi United nad zespołem Evertonu, Whiteside po raz drugi zdobył Puchar Anglii.
Mimo obiecującego startu kariery, Whiteside zaczął miewać poważne problemy zdrowotne które przez długi okres nie pozwalały mu grać w piłkę. Również Alex Ferguson podnosząc dyscyplinę w zespole, gdy został trenerem w 1986 nie tolerował problemu alkoholowego Whiteside’a, taki stan rzeczy akceptował jedynie poprzedni trener Ron Atkinson. To skłoniło Fergusona do sprzedaży Whiteside'a do Evertonu w 1989 roku, mimo sprzeciwu licznych fanów „Czerwonych Diabłów”.
Whiteside udanie rozpoczął karierę w Evertonie, dalszą karierę uniemożliwiła mu jednak kontuzja nogi. Po 13 operacjach nogi którym poddał się w trakcie kariery, Whiteside zrezygnował z zawodowej piłki w 1990 w wieku zaledwie 26 lat, po poradzie od doktora, mówiącej, iż dalsza gra może uniemożliwić mu chodzenie. Wystąpił jedynie w 29 meczach dla Evertonu.
Po rezygnacji, Whiteside studiował podologię obecnie pracuje w PFA (Zawodowym Związku Piłkarzy).